# 日本ボールルームダンス連盟
公益財団法人日本ボールルームダンス連盟（にほんボールルームダンスれんめい、英語: Japan Ballroom Dance Federation、略称:JBDF）は、日本におけるボールルームダンス競技を統括し、ボールルームダンスの普及や日本インターナショナルダンス選手権大会等の競技会開催を通じて、競技ダンス等を促進するために活動する公益法人。公益財団法人日本レクリエーション協会に加盟している。

## 概要
- 設立認可 1992年（平成4年）3月24日（文部科学省スポーツ青少年局スポーツ振興課所管）
- 所在地 東京都中央区日本橋浜町2-33-4 日本ダンス会館
- 役員数 理事20名　監事3名（役員任期2年）

## 歴史
前身の日本競技ダンス連盟が、「国民のためのダンス文化の育成」という新たな目標を掲げ、1992年に財団法人日本ボールルームダンス連盟として生まれ変わった。主務官庁は文部科学省。
それまで行ってきた日本インターナショナルダンス選手権大会をはじめとするダンス競技会の開催に加え、風営法の適用除外を受けるための教師資格「プロ・ダンス・インストラクター」の認定試験や「商業スポーツ施設インストラクター」「地域指導員」などプロ、アマの指導者の育成を基盤に、全国生涯学習フェスティバル・まなびピア参加イベント「ダンス・マイライフ・フェスティバル」など、公益性の高い様々なダンス普及事業を展開している。ジュニアの育成にも力を注いでおり、ジュニアダンススクールを全国で開校。また夏休みには東京都中央区の総合スポーツセンターを会場に「小・中・高校生ボールルームダンス 全日本チャンピオンシップ」を開催している。これは総務省と文科省が共同で進める「スポーツ拠点づくり推進事業」に認定されている。学校教員を対象にしたダンス指導者講習会を主要都市で実施するなど、ダンスの授業化にも取り組んでいる。

## 主催イベント
- 全国生涯学習フォーラム・まなびピア ダンス・マイライフ・フェスティバル（秋・まなびピア開催県）
- 日本インターナショナルダンス選手権大会（6月・日本武道館）
- JBDFプロフェッショナルダンス選手権／全日本アマチュアダンス選手権（秋・全国5総局の持ち回り開催）
- 全日本10ダンス選手権（秋・静岡県コンベンションアーツセンター）
- 全国国民スポーツダンスフェスティバル（秋・国体開催県）
- スーパージャパンカップ（3月・幕張メッセ）